# Homer Scissorhands
Homer Scissorhands (titulado Homero manos de tijera en Hispanoamérica y Homer Manostijeras en España), es el vigésimo episodio de la vigesimosegunda temporada de la serie de animación Los Simpson. Se emitió el 8 de mayo de 2011 en Estados Unidos por FOX. 

## Sinopsis
Lisa está pintando un cuadro de Selma, Patty y Jub-Jub (la iguana) en el Jardín, Patty y Selma se duermen de aburrimiento. Entonces llega Bart y comienza a molestar a Lisa, arruinando el cuadro, Lisa enojada le arroja una palita de pintura que sale volando en el cabello de Patty cuando está dormida, intentando quitar la pintura Bart le arroja ácido al cabello, arruinandolo todavía más, llega Homer y piensa que como en ese momento él cuidaba a los niños, Patty lo matará pensando que es su responsabilidad, Homer pretende matarla, pero Lisa le recomienda cortar la parte pintada, Homer lo hace y Patty queda muy bien con su nuevo cabello, sorprendida por el nuevo aspecto de su hermana, Selma le pide a Homer que le haga lo mismo.
Homer les hace estupendos cortes a Selma y Patty, y durante la cena llega una mujer para que le corte el cabello, Homer se niega porque no es un estilista pero ella le da cien dólares y se lo hace, de vuelta quedando bien, la mujer le dice a Homer que es una lástima que no tenga una peluquería legal, porque sería una gran suerte para las mujeres. Homer quiere hacerse llamar "Homer manos de tijera" Marge le dice que solo quiere llamarlo Homer pero él dice que tiene extraños y lindos recuerdos de su cabello antes de perderlo, Homer lo perdió cuando era joven y vivía con su padre en donde se cepillaba en secreto hasta que se lo fue arrancando poco a poco y lo perdió. Entonces piensa en abrir una peluquería.
Luego de encontrar un local para abrir su negocio, Homer comienza a trabajar con diversas mujeres que solo hablan de los problemas que tienen con sus esposos, Manjula le cuenta cosas a Homer sobre Apu y las cosas que dice y que no deja de hablar, Helen Lovejoy le dice que cada vez que el reverendo ve un partido de Basquetball hace un bautismo corto... Todas las mujeres comienzan a contarle sus chismes y Homer comienza a cansarse de oír sus quejas hasta que ya ni quiere escuchar a su esposa hablar. Homer intenta renunciar pero no puede así que intenta matarse y no lo logra.
Homer y Marge van a una fiesta y Marge tiene un hermoso cabello, Homer miente y dice que Marge tiene otro estilista, Julio todas van con este y dejan en paz a Homer. Mientras, Milhouse ve la película "Buscando a Nemo" y ve que en el primer capítulo muere la madre de Nemo y con esto sabe que si un pez puede morir, todos pueden, decidido a aprovechar su vida, le canta una horrible canción a Lisa, esta lo rechaza y él se enamora de una chica llamada Taffy que es mayor que él.
Lisa comienza a extrañar a Milhouse por lo que ya no tiene sus atenciones cuando está con Taffy así que la investiga para asegurarse de encontrar algo malo y hacer que Milhouse rompa con Taffy, ella los sigue pero Taffy la descubre y le dice que no puede salir con Milhouse porque siempre estará enamorado de Lisa, Milhouse se enoja porque arruinó su relación con Taffy y le pregunta a Lisa que si no quiere estar con él y no quiere que él este con nadie, que tan miserable tendría que ser para que Lisa sea feliz, esta sin contestarle lo besa y este de la emoción cae al precipicio pero es rescatado por un águila.
El episodio acaba con un delicioso masaje capilar que le hace Homer a Marge, primero le moja el pelo con agua caliente mientras esta disfruta sentada y luego le empieza a acariciar su melena. Esta escena es una parodia de la película Memorias de África en la escena del río.
- Datos: Q3139677